# Politicide
Politicide is een begrip uit de politieke wetenschap, waarmee moord en destructie op politieke gronden wordt beschreven.

## Vormen van politicide
Politicide wordt gebruikt om meerdere fenomenen mee te beschrijven:
- Moord op personen - Hierbij gaat het om de moord op individuele personen, in het bijzonder op politici en mensen die met de politiek te maken hebben. Voorbeelden hiervan zijn vermoorde politici zoals Yitzchak Rabin en Pim Fortuyn.

- Uitmoording van groepen - Hierbij gaat het om de systematische uitroeiing, verbanning en marginalisering van een groep mensen die tot een politieke stroming worden gerekend. Voorbeelden hiervan zijn de jacht op trotskisten in de Sovjet-Unie, de uitmoording van opposanten onder het regime van de Rode Khmer, het vermoorden van bijvoorbeeld communisten door nazi-Duitsland en de uitlevering van Nederlandse communisten door de lokale inlichtingendiensten aan de Duitse bezetter, die hen vervolgens vermoordde.

- Vernietiging van systemen - Hierbij gaat het om de vernietiging van politieke entiteiten, waarbij fysieke moord een middel kan zijn. De Palestijnse Hamas-beweging is lid van de Arabische Liga en wil, conform het beleid van deze Liga en de uitspraak van 9 juli 2008 van het Internationaal Gerechtshof, dat Israël zich vreedzaam terugtrekt uit de illegaal bezette gebieden van de staat Palestina. Pas daarna kunnen de betrekkingen met Israël genormaliseerd worden.

## Relatie met andere vormen van moord
Politicide is verwant aan democide. Democide omvat de moord op een groep, waarbij het niet uitmaakt op basis van wat voor kenmerk deze groep geselecteerd wordt. Bij politicide zijn politieke opvattingen leidend bij de moord.
Ook is het verwant aan genocide, hetgeen een term uit het volkerenrecht is. Een politicide kan worden veroordeeld als genocide, maar in de meeste gevallen is dit niet het geval.